# Крейсерська швидкість

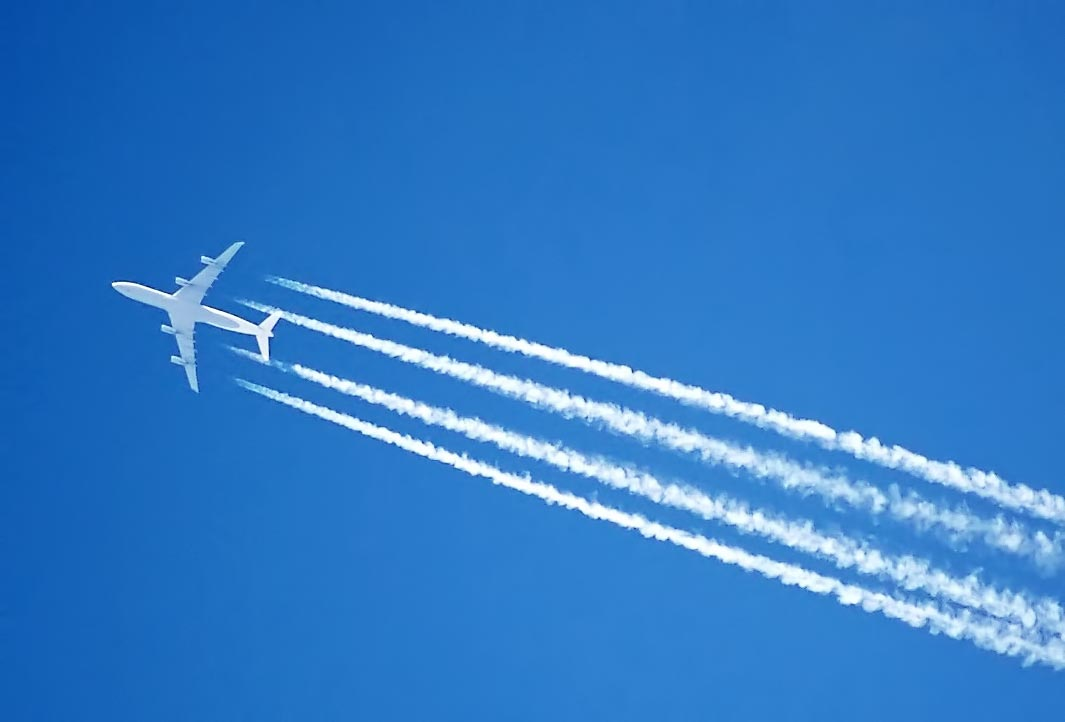
Крейсерський політ 4-двигунового Airbus A340

Крейсерська швидкість (Cruise Speed) літака — це економічна швидкість, що забезпечує комфортний політ, яка зазвичай дещо менша за максимальну.
Це вузький діапазон чисел М, коли політ літака стає найбільш економічно вигідним.
Крейсерський політ - це горизонтальна ділянка польоту літака, що характеризується найбільш економічним витрачанням палива.

## Дальність та тривалість польоту
У сталому горизонтальному польоті енергія палива витрачається тільки на подолання аеродинамічного опору літака. 
Годинна витрата палива дорівнює добутку питомої витрати палива на тягу двигуна.
Ch = CnP = CnX, де Ch - годинна витрата палива, Cn - питома витрата палива, P - тяга двигуна, X - аеродинамічний опір літака
Кілометрова витрата палива визначається діленням годинної витрати на істинну швидкість польоту.
q = Ch/V = CnX/V = CnG/KV, де V - істинна швидкість, G - вага літака, K - аеродинамічна якість

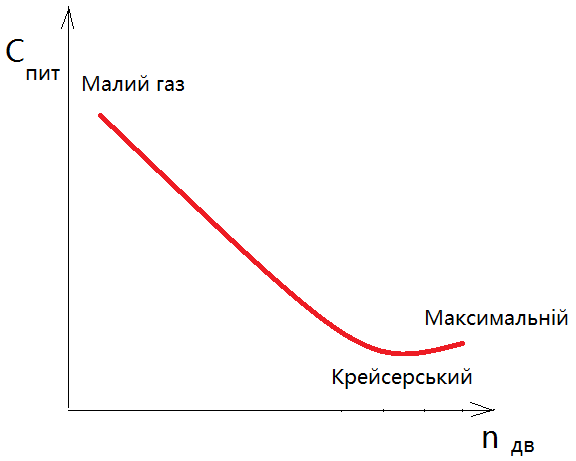
Питома витрата палива

Питома витрата палива істотно залежить від дроселювання двигуна: за значного дроселювання зі зменшенням тяги до (0.2 - 0.3) P max питома витрата зростає у 2 - 1.5 раза.
Максимальна тривалість горизонтального польоту буде на швидкості, де опір Хг мінімальний, тобто на найвигіднішій швидкості. На малих висотах, зважаючи на великі надлишки тяги, потрібне значне дроселювання двигуна, за якого С піт збільшується, що невигідно. Тому мінімальна годинна витрата палива досягається за швидкості, дещо більшої за найвигіднішу, за якої потрібне менше дроселювання двигуна.
Максимальна дальність буде досягатися на швидкості, за якої відношення Хг / V мінімальне. Вона визначається проведенням дотичної до кривої Хг з початку координат.
На малих висотах у зв'язку зі збільшенням С піт за значного дроселювання двигуна швидкість мінімальної кілометрової витрати також дещо збільшується.

Швидкість, що відповідає мінімальній кілометровій витраті палива, приблизно в 1,32 раза більша, ніж найвигідніша швидкість, що відповідає мінімальному аеродинамічному опору в горизонтальному польоті.

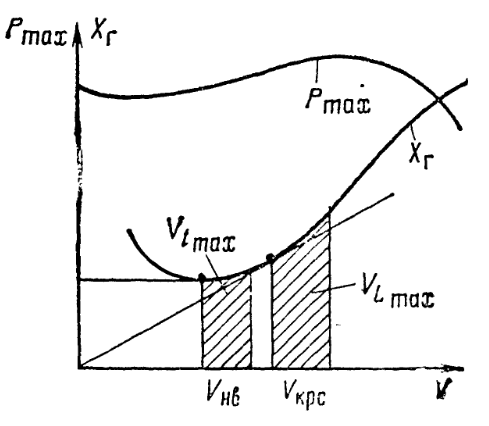
Режими максимальної дальності та тривалості

## Використання FMC для виконання крейсерського польоту
Собівартість польоту містить не тільки вартість витраченого палива. Сюди входить також вартість оренди літака, ресурс двигунів та інші чинники. Щоб їх врахувати в FMC є параметр cost index. Якщо встановити нульове значення cost index, то FMC буде витримувати швидкість, що відповідає мінімальній кілометровій витраті для даних на цей момент умов. Наприклад, якщо посилиться зустрічний вітер, то FMC збільшить задану швидкість і навпаки. Авіакомпанія може збільшити cost index не тільки з міркувань вартості, а й через операційні потреби. Наприклад: вечірній рейс у разі невеликої затримки від розкладу може потрапити на нічні обмеження щодо роботи аеропорту призначення. У цьому разі не так важлива економічність польоту, як важливо прилетіти без затримки.

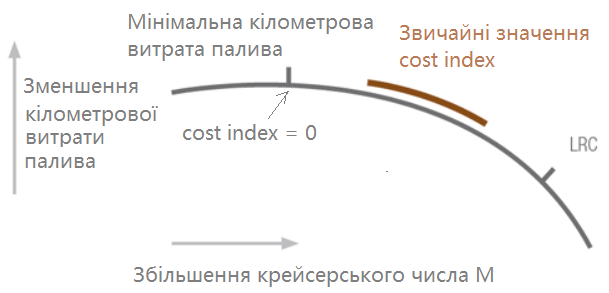
Опція LRC

Також FMC має опцію LRC (Long Range Cruise). Число М, відповідне LRC  розраховується для фактичних умов польоту (за винятком урахування вітру) таким чином, що кілометрова витрата пального буде на 1% вищою за мінімальну, при цьому число М зросте.
Пілот, бачачи, що розрахункове паливо на посадку менше від заданого, може вибрати режим LRC (Ґрунтуючись на назві режиму). Але цим він тільки збільшить витрату палива. Мінімальна кілометрова витрата відповідає cost index = 0.

## Вплив висоти на економічність польоту
Щільність повітря зменшується зі збільшенням висоти, і це дає можливість літаку фізично летіти швидше при збереженні ідентичного повітряного напору. Тому істинна швидкість літака відносно повітря при збільшенні висоти також збільшується (при збереженні його повітряної швидкості, яка розраховується відповідно повітряному напору). Зазвичай екіпажі літаків використовують це явище, при цьому крейсерська швидкість літака на максимальній висоті відповідає найоптимальнішій швидкості його польоту. Це дає змогу при мінімальній витраті палива пролетіти якнайбільшу відстань, і від того суттєво зекономити пальне.  
Політ з крейсерською швидкістю на максимально можливих висотах називається крейсерським режимом польоту, в аеродинаміці має назву "політ по стелях". Під час польоту повітряною трасою неприпустимо плавно змінювати висоту, тому застосовують ступеневий набір висоти (Step climb). Для економії палива комерційні рейси за повітряними трасами літаки здійснюють саме в крейсерських режимах. 
В залежності від конструкції повітряних суден, їхня крейсерська швидкість зазвичай становить приблизно 60-80 % від максимальної швидкості і для цивільних повітряних суден не перевищує швидкість звуку (крім літаків «Конкорд» і «Ту-144», які в теперішній час вже не літають).
Для легкового автомобіля крейсерська швидкість зазвичай досягається на п'ятій (підвищувальній) передачі при середньому положенні педалі акселератора, хоча цей режим руху не є режимом з найменшою кілометровою витратою палива. Витрата палива для заміської їзди заміряється саме на крейсерській швидкості.